# شاشة الأقسام الستة عشر
شاشة الأقسام الستة عشر أو القطاعات الستة عشر، بالإنجليزية: sixteen-segment display (SISD) هي نوع من شاشات العرض تستخدم في بعض الأجهزة الرقمية تعتمد على 16 مقطع ضوئي يمكن تشغيلها أو إطفائها لتشكيل الرمز المراد إظهاره. وهي امتداد لشاشات الأقسام السبع الشائعة، بإضافة أربعة أقسام مائلة وقسمين رأسيين في الوسط وتقسيم المقاطع الأفقية الثلاث كما يوضح الشكل، وذلك لامكانية عرض محارف الأبجدية الرقمية.

شاشات العرض ذات الأقسام الشائعة : 16 قسم, 14-قسم, 9-أقسام و7-أقسام.

الأرقام العربية والأحرف اللاتينية وكيفية إظهارها في شاشات 16-قسم.

غالبا يستعمل معها مشفر يحول كود الأسكي الخاص بالرمز المراد إظهاره إلى 16 بت تحدد تشغيل وإطفاء المقاطع الست عشر.

## تاريخها
صممت شاشات العرض ذات 16 مقطع خصيصا لعرض محارف الأبجدية الرقمية (الحروف اللاتينية والأرقام العربية) كما استخدمت لاحقا لعرض الأرقام التايلندية  وكذلك الأحرف الفارسية.
قبل ظهور مصفوفات العرض النقطية كانت شاشات 16 و 14 مقطع من بين الخيارات القليلة المتاحة انذاك لعرض الأبجدية الرقمية على الحاسبات والأنظمة المدمجة الأخرى. ومع ذلك مازالت تستخدم أحيانا في مسجلات الفيديو ومسجلات السيارات وأفران الميكرويف...
تستخم شاشات العرض ذات الستة عشر مقطع عادة إحدى التقنيات الثلات الشائعة LED أو LCD أو VFD.
يمكن أن يضاف مقطع لاظهار الفاصلة العشرية أو النقطة كما هو الحال عند شاشات السبع مقاطع.